# آدریانا جوفره
آدریانا جوفره (ایتالیایی: Adriana Giuffrè؛ ۹ مارس ۱۹۳۹ - ۱۴ اوت ۲۰۲۳) بازیگر اهل ایتالیا بود.
از فیلم‌ها یا برنامه‌های تلویزیونی که وی در آن نقش داشته‌است، می‌توان به پزشک بیمه سلامت، هفت بی‌غیرت ارجمند، معضل بزرگ، معلم ویولنسل، سکس عمیق، سکس و لذت، جنگو، آماده مرگ باش، سکوت بزرگ و برای عشق… برای افسون… اشاره کرد.